# Троїцький район (Челябінська область)
Троїцький район — муніципальне утворення в Челябінській області Росії.
Адміністративний центр — місто Троїцьк (не входить до складу району).

## Географія
Площа території — 4591 км².

## Історія
Освоєння земель Південного Зауралля почалося в першій половині XVIII століття. В 1743 році для захисту південно-східних кордонів Російської імперії від набігів кочівників (киргиз-кайсацьких племен) заснували Уйську прикордонну лінію. Будівництвом керував Іван Іванович Неплюєв. У тому ж році І. І. Неплюєв заклав фортецю Троїцьку. Також були засновані опорні пункти: сторожові форпости (Стрілецьке, Вовківське, Підгірне), редути (Ключевський, Нижньосанарський), кордони, пікети, в яких несли сторожову службу оренбурзькі козаки.
Протягом XIX століття активно тривало освоєння цієї території козаками, що було пов'язано з будівництвом Нової прикордонної лінії. Виниклим тут населеним пунктам давалися назви, пов'язані з місцями боїв і перемог третього Відділення Оренбурзького козацького війська в складі російських військ: Клястицьк, Берлін.
У середині XIX століття край став заселятися селянами з України та центру Росії. Вони, розміщуючись групами, і дали в знак пам'яті про батьківщину назви селам Чорноморка, Харківський, Херсонський, Саратовський, Тамбовський.
2 травня 1784 року в Уфимському намісництві був утворений Троїцький повіт з поселень, прилеглих до Троїцької фортеці, селищ Верхньоуральського, Челябінського та ін. повітів, з 1796 року з утворенням Оренбурзької губернії м. Троїцьк і Троїцький повіт увійшли до її складу.
3 вересня 1919 року постановою Президії ВЦВК була утворена Челябінська губернія, в яку увійшов Троїцький повіт. В 1922 році Троїцький повіт являв 12 станиць, 196 сільських рад. Коли була утворена Уральська область, до її складу увійшли 15 округів, включаючи Троїцький округ, що складався з 12 районів (Троїцький повіт, велика частина Верхньоуральського повіту, частково Челябінський повіт і Кустанайський повіт).
Постановою Президії Уральського облвиконкому № 15 від 20 лютого 1924 року затверджений проєкт районування, згідно з яким 16 сільських рад і 151 населений пункт утворили Троїцький район.